# Ада (Оџак)
Ада је насељено мјесто у Босни и Херцеговини, у општини Оџак, које административно припада Федерацији Босне и Херцеговине. Према попису становништва из 1991. у насељу је живјело 638 становника. До 1955. године, насеље се звало Мрка Ада.

## Становништво
Према попису становништва из 1991. године у насељу је живело 638 становника, а према резултатима пописа из 2013. године у Ади живе 186 становника.
|             | 2013.        | 1991.        | 1981.        | 1971.        |
| Укупно      | 186 (100,0%) | 638 (100,0%) | 616 (100,0%) | 629 (100,0%) |
| Хрвати      | 183 (98,39%) | 628 (98,43%) | 575 (93,34%) | 627 (99,68%) |
| Срби        | 1 (0,538%)   | 1 (0,157%)   | –            | –            |
| Неизјашњени | 1 (0,538%)   | –            | –            | –            |
| Непознато   | 1 (0,538%)   | –            | –            | –            |
| Југословени | –            | 5 (0,784%)   | 2 (0,325%)   | –            |
| Остали      | –            | 4 (0,627%)   | 39 (6,331%)  | 2 (0,318%)   |